# Le Héros (Q170)
Pour les articles homonymes, voir Le Héros.
Le Héros est un sous-marin français de la classe 1 500 tonnes. Lancé en 1932, il appartient à la série M6.

## Histoire

### Développement
Le Héros fait partie d'une série assez homogène de 31 sous-marins océaniques de grande patrouille, aussi dénommés 1 500 tonnes en raison de leur déplacement. Tous sont entrés en service entre 1931 (Redoutable) et 1939 (Sidi-Ferruch).
Longs de 92,30 mètres et larges de 8,10, ils ont un tirant d'eau de 4,40 mètres et peuvent plonger jusqu'à 80 mètres. Ils déplacent en surface 1 572 tonnes et en plongée 2 082 tonnes. Propulsés en surface par deux moteurs diesel d'une puissance totale de 6 000 chevaux, leur vitesse maximum est de 18,6 nœuds. En plongée, la propulsion électrique de 2 250 chevaux leur permet d'atteindre 10 nœuds.
Appelés aussi « sous-marins de grandes croisières », leur rayon d'action en surface est de 10 000 milles nautiques à 10 nœuds et en plongée de 100 milles nautiques à 5 nœuds.
Mis en chantier le 11 août 1930 avec le numéro de coque Q170 en compagnie de son sister-ship, Le Centaure, Le Héros est lancé le 14 octobre 1932 et mis en service le 12 septembre 1934.

### Seconde Guerre mondiale
Il est affecté, au début de la Seconde Guerre mondiale, à la 1re division de sous-marins, basée à Toulon, qu'il forme avec Le Glorieux, Le Conquérant et Le Tonnant.
En décembre 1939, il est envoyé à la recherche du cargo allemand Altmark (10 000 tonneaux) au centre de l'Atlantique avec le Fresnel, le Redoutable et l'Achéron. Il effectue une patrouille sur les côtes brésiliennes du 8 au 29 mars 1940 afin de couvrir le sud de l'Atlantique. Au mois d'avril, la division est transférée à Bizerte malgré le maintien du Glorieux et du Héros à Dakar.
Après l'attaque de Mers el-Kébir par les Britanniques le 3 juillet, Le Héros et Le Glorieux se postent aux approches de Dakar, devant l'avancée d'une flotte britannique. Les deux sous-marins tentent d'attaquer mais ne peuvent s'approcher suffisamment, tandis que les Britanniques lèvent le blocus après l'attaque du Richelieu par des Fairey Swordfish. Les deux sous-marins sont ensuite placés en gardiennage à Toulon, qu'ils quittent en juin 1941 pour rallier Dakar.
En octobre 1941, un convoi de quatre cargos français en route vers Dakar est arraisonné par les Britanniques. En représailles, les Français envoient Le Glorieux et Le Héros attaquer le commerce britannique sur la côte sud-africaine. Le 15 novembre, Le Glorieux attaque sans succès un cargo devant Port Elizabeth. Deux jours plus tard, Le Héros coule le cargo Thode Fagelund (5 750 tonneaux) au large d'East London. Ils se rendent ensuite à Diego-Suarez, à Madagascar.
En février et mars 1942, Le Héros est envoyé à Djibouti pour ravitailler le port dont le blocus est assuré par les Britanniques. Le 2 mai, il quitte à nouveau Diego-Suarez pour Djibouti. Craignant une attaque japonaise sur Madagascar, qui compromettrait la sécurité et le ravitaillement de l'Inde, les Britanniques mènent une action sur Diego-Suarez, à partir du 5 mai. Le Héros rebrousse chemin et se poste devant le cap d'Ambre. Il y est surpris au matin du 7 mai par une escadrille de Swordfish qui grenade le sous-marin. L'équipage évacue au complet mais vingt-quatre hommes – probablement dévorés par les requins – sont manquants lorsqu'arrivent sur place les secours.